# Diane Coyle

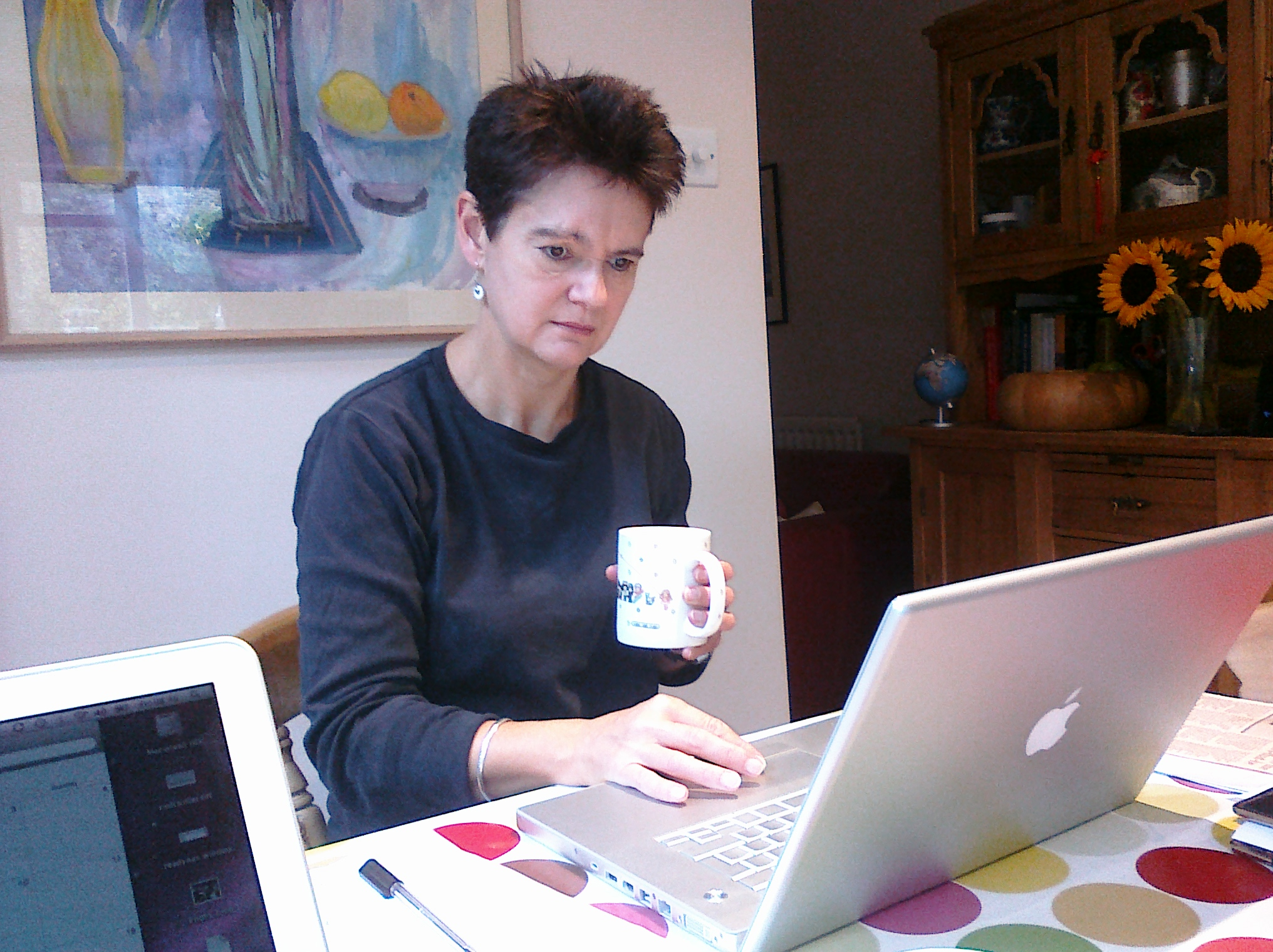
Diana Coyle (2009)

Dame Diane Coyle DBE (* 1961 in Bury) ist eine britische Ökonomin und Journalistin. Sie führt seit 2001 die Beratungsfirma Enlightenment Economics und war von 2006 bis 2015 stellvertretende Vorsitzende (kurzweilig auch amtierende Vorsitzende) des BBC Trust. Seit März 2018 ist sie Bennett Professor of Public Policy an der Universität Cambridge und Co-Direktorin des Bennett Institute. 2009 erhielt sie den Order of the British Empire für ihre Verdienste in den Wirtschaftswissenschaften. 

## Leben
Coyle studierte zunächst Philosophy, Politics and Economics (Philosophie, Politik und Ökonomie) am Brasenose College (B.A., 1981) an der Universität Oxford. 1983 erhielt sie einen M.A. und 1985 einen Ph.D. von der Harvard University. 1985 bis 1986 arbeitete sie für das britische Finanz- und Wirtschaftsministerium (HM Treasury), danach ein Jahr für DRI Europe. Es folgten Tätigkeiten beim Economist und dem Investors Chronicle. Von 1993 bis 2001 schrieb sie für den Independent. 2001 bis 2009 war Coyle Mitglied der Competition Commission. Sie ist zudem Gastprofessorin an der University of Manchester und Mitglied des Migration Advisory Committee.
2018 wurde sie als Commander des Order of the British Empire (CBE) ausgezeichnet und 2023 als Dame Commander des Order of the British Empire (DBE) geadelt.

## Arbeit
Coyle ist spezialisiert auf Wettbewerbsanalyse und die Ökonomik neuer Technologien und der Globalisierung. Sie hat unter anderem zu den Auswirkungen von Mobiltelefonen in Entwicklungsländern publiziert. Sie ist zudem Autorin mehrerer Sachbücher. Im Jahr 2014 veröffentlichte sie das Buch GDP: A Brief but Affectionate History, eine Geschichte des Bruttoinlandsprodukts.

## Bücher (Auswahl)
- The Measure of Progress: Counting What Really Matters; Why do we use eighty-year-old metrics to understand today’s economy? Princeton University Press, Princeton 2025.
- Cogs and Monsters: What Economics Is, and What It Should Be. Princeton University Press, Princeton 2021, ISBN 978-0-691-21059-9.
- GDP: A Brief but Affectionate History. Princeton University Press, 2014. ISBN 9780691156798
- The Economics of Enough: How to Run the Economy as If the Future Matters. Princeton University Press, 2011. ISBN 978-0-691-14518-1.
- Sex, Drugs & Economics: Eine nicht alltägliche Einführung in die Wirtschaft (dt. Übersetzung). Campus Verlag Frankfurt / New York, 2004. ISBN 3-593-37428-5.
- The Soulful Science: What Economists Really Do and Why It Matters. Princeton University Press, 2009 (überarbeitete Auflage). ISBN 0-691-14316-1.
- Paradoxes of Prosperity: Why the New Capitalism Benefits All. Texere, 2001. ISBN 978-1-58799-082-3.
- The Weightless World: Strategies for Managing the Digital Economy. The MIT Press, 1998. ISBN 0-262-03259-7.